# Santiponce
Santiponce er en by og kommune i det sydlige Spanien i provinsen Sevilla. Den har et indbyggertal på 8.625 (2024) indbyggere.